# Porte-parole du gouvernement (Espagne)
Pour les articles homonymes, voir Porte-parole de gouvernement.
Le porte-parole du gouvernement espagnol (en espagnol : Portavoz del Gobierno) est le ministre ou secrétaire d'État chargé de communiquer aux médias les actions, activités et décisions du gouvernement espagnol.
L'actuelle titulaire de ce poste est, depuis le 21 novembre 2023, la socialiste María del Pilar Alegría Continente, ministre de l'Éducation, de la Formation professionnelle et des Sports.

## Fonctions
Le porte-parole du gouvernement a pour fonction de communiquer et d'informer l'opinion publique et la presse de l'action politique et institutionnelle du gouvernement espagnol. C'est notamment lui qui donne compte-rendu de la réunion hebdomadaire du conseil des ministres, au cours d'une conférence de presse où il peut éventuellement être accompagné d'un ministre.
Il a ses bureaux dans le complexe de la Moncloa, qui entoure le palais de la Moncloa, résidence officielle du président du gouvernement et siège de ses services, à Madrid.

## Historique
Ce poste a été créé par un décret-loi du 7 décembre 1982, avec pour objectif « d'assurer une politique d'information plus ouverte et constante ». Le texte prévoyait que le titulaire, rattaché à la présidence du gouvernement, a rang de secrétaire d'État et dispose d'un service, le bureau du porte-parole du gouvernement.
Lors du remaniement ministériel de 1985, le poste est confié au ministre de la Culture. Il revient en 1988 avant de revenir à ministre propre. Ce poste disparaît en 1993.
Occupé pendant les sept années suivantes par des ministres, il est attribué en 2000 à un ministre sans portefeuille dépendant du président du gouvernement. Dès 2002, il est à nouveau confié à un ministre titulaire d'un département ministériel.
Rosa Conde a été la première femme à occuper ce poste, tandis que María Teresa Fernández de la Vega en détient le record de longévité, avec un mandat de six ans et demi.

## Titulaires depuis 1982
| Nom | Nom                               | Dates      | Dates       | Poste                                                      | Parti | Gouvernement(s)    |
| --- | --------------------------------- | ---------- | ----------- | ---------------------------------------------------------- | ----- | ------------------ |
|     | Eduardo Sotillos                  | 07/12/1982 | 05/07/1985  | Secrétaire d'État                                          | PSOE  | González I         |
|     | Javier Solana                     | 05/07/1985 | 12/07/1988  | Ministre de la Culture                                     | PSOE  | González I et II   |
|     | Rosa Conde                        | 12/07/1988 | 14/07/1993  | Ministre porte-parole du gouvernement                      | PSOE  | González II et III |
|     | Alfredo Pérez Rubalcaba           | 14/07/1993 | 05/05/1996  | Ministre de la Présidence                                  | PSOE  | González IV        |
|     | Josep Piqué                       | 16/07/1998 | 28/04/2000  | Ministre de l'Industrie                                    | Sans  | Aznar I            |
|     | Pío Cabanillas Alonso             | 28/04/2000 | 10/07/2002  | Ministre sans portefeuille                                 | Sans  | Aznar II           |
|     | Mariano Rajoy                     | 10/07/2002 | 03/09/2003  | Premier vice-président Ministre de la Présidence           | PP    | Aznar II           |
|     | Eduardo Zaplana                   | 03/09/2003 | 18/04/2004  | Ministre du Travail                                        | PP    | Aznar II           |
|     | María Teresa Fernández de la Vega | 18/04/2004 | 20/10/2010  | Première vice-présidente Ministre de la Présidence         | Sans  | Zapatero I et II   |
|     | Alfredo Pérez Rubalcaba           | 20/10/2010 | 11/07/2011  | Premier vice-président Ministre de l'Intérieur             | PSOE  | Zapatero II        |
|     | José Blanco                       | 11/07/2011 | 22/12/2011  | Ministre de l'Équipement                                   | PSOE  | Zapatero II        |
|     | Soraya Sáenz de Santamaría        | 22/12/2011 | 04/11/2016  | Vice-présidente Ministre de la Présidence                  | PP    | Rajoy I            |
|     | Íñigo Méndez de Vigo              | 04/11/2016 | 07/06/2018  | Ministre de l'Éducation et de la Culture                   | PP    | Rajoy II           |
|     | Isabel Celaá                      | 07/06/2018 | 13/01/2020  | Ministre de l'Éducation et de la Formation professionnelle | PSOE  | Sánchez I          |
|     | María Jesús Montero               | 13/01/2020 | 12/07/2021  | Ministre des Finances                                      | PSOE  | Sánchez II         |
|     | Isabel Rodríguez García           | 12/07/2021 | 21/11/2023  | Ministre de la Politique territoriale                      | PSOE  | Sánchez II         |
|     | Pilar Alegría                     | 21/11/2023 | En fonction | Ministre de l'Éducation                                    | PSOE  | Sánchez III        |